# Фестиваль талантів «Дивосвіт»
Міжнародний Благодійний Фестиваль талантів «Дивосвіт» — культурно-мистецькій соціально важливий інтеграційний проект, який спрямований на розвиток та популяризацію українських дитячої та молодіжної культури, естетики, творчості та таланту як на національному, так і міжнародному рівнях.
Міжнародний Благодійний Фестиваль талантів «Дивосвіт» відбувається щорічно у запорізьких Палацах Культури, зібравши в одній залі  тисячі глядачів та понад 2000 учасників різних жанрів та стилів на сцені.

## Мета та цілі «Дивосвіту»
- Розвиток та зміцнення дружніх та творчих зв'язків між країнами-учасницями  Фестивалю;
- Встановлення творчих зв'язків поміж колективів, обмін досвідом роботи в художньому та національно-патріотичному вихованні дітей та молоді;
- Залучення провідних та відомих діячів культури та шоу-бізнесу України та світу до  співпраці з дитячими та юнацькими колективами;
- Інтеграція дітей та молоді зособливими потребами, а також дітей-сиріт, дітей з малозабезпечених та багатодітних сімей до сучасного соціуму шляхом долучення до світу  мистецтва;
- Культурний, естетичний та професійний розвиток українських дітей та молоді як з особливими потребами, так і з нормальним здоров'ям пліч-о-пліч із однолітками-іноземцями,
- Благодійна допомога обраному Оргкомітетом дитячому закладу.

## Організатори, Патронат, Підтримка
Організатори Міжнародного Благодійного Фестивалю талантів «Дивосвіт» — Запорізька Обласна Молодіжна Організація «Наше щасливе життя» (Олександр Кахай) та Міжнародний Центр «Світ очима дітей» (Вікторія Мєрєнкова).
Патронаж «Дивосвіту» — Олександр Ченсанович Сін — Запорізький міський голова.
Підтримка — Управління освіти та науки, Служба у справах дітей, Відділ у справах національностей та релігій Запорізької облдержадміністрації.

## Учасники
Учасники Міжнародного Фестивалю талантів «Дивосвіт» — діти та молодь з усіх куточків України та світу.
Вік учасників — від 5 до 20 років:
- Діти,
- Ювенали,
- Дорослі.

Категорії учасників:
- Сольний учасник,
- Колектив малої форми,
- Колектив великої форми.

## Експертна Рада (Журі) Фестивалю «Дивосвіт»
До Експертної Ради Міжнародного Благодійного Фестивалю талантів «Дивосвіт» входять провідні та відомі діячі українських та іноземних культури та шоу-бізнесу.
До Експертної Ради «Дивосвіту» в 2011 році ввійшли:
- Ніна Матвієнко — Голова Експертної Ради «Дивосвіту», золотий голос України, видатна українська співачка, народна артистка України з 1985, Лауреат Державної премії УРСР ім. Т. Г. Шевченка, 1988, Герой України. Член Спілки кінематографістів України (1989).
- Стас Шурінс — латвійський співак. Росіянин за національністю, латвієць за громадянством. Переможець української «Фабрики зірок 3» (2009) та «Танців із зірками» на СТБ (2011).
- Дмитро Скалозуб — вокаліст, фіналіст проекту Ікс-Фактор на телеканалі СТБ,
- Земфіра Орлова — молода видатна продюсерка багатьох українських телевізійних та музичних проектів, виконавців та гуртів,
- Ганна Булах — культурний критик, начальник прес-центру в Запорізькій області,
- Любов Щербина — провідний хореограф Запорізького краю.